# Ulys
Pour l’article ayant un titre homophone, voir Ulis.
Le réseau Ulys est un ancien réseau de transport interurbain français desservant le département du Loiret (région Centre-Val de Loire).
Le réseau d'autocars est actif de 2003 à 2017.

## Histoire
Le réseau Ulys est mis en place à l'initiative du conseil général du Loiret le 13 octobre 2003.
Le 1er septembre 2017, le réseau de mobilité interurbaine (Rémi) remplace le réseau Ulys dans le cadre de la Loi portant nouvelle organisation territoriale de la République (loi NOTRe) qui transfère des départements aux régions l'organisation des transports interurbains réguliers et scolaires,.

## Description
Les transports interurbains mis en place dans le cadre du réseau étaient assurés par des autocars.
Le réseau était constitué de lignes régulières à destination des voyageurs et de lignes spéciales destinées au transport scolaire.

### Chiffres clés
Les principales caractéristiques du réseau Ulys étaient les suivantes :
- 10 millions de kilomètres parcourus chaque année ;
- 24 lignes régulières, qui desservent 70 % des communes du département ;
- 27 lignes de transport à la demande, qui desservent 100 % des communes du département ;
- 360 circuits scolaires spéciaux, qui permettent à 25 000 élèves du département de se rendre dans leurs établissements chaque jour ;
- 3 500 points d'arrêt, dont 1 150 pour des lignes régulières ;
- 380 autocars dont 25 minibus.

### Transporteurs

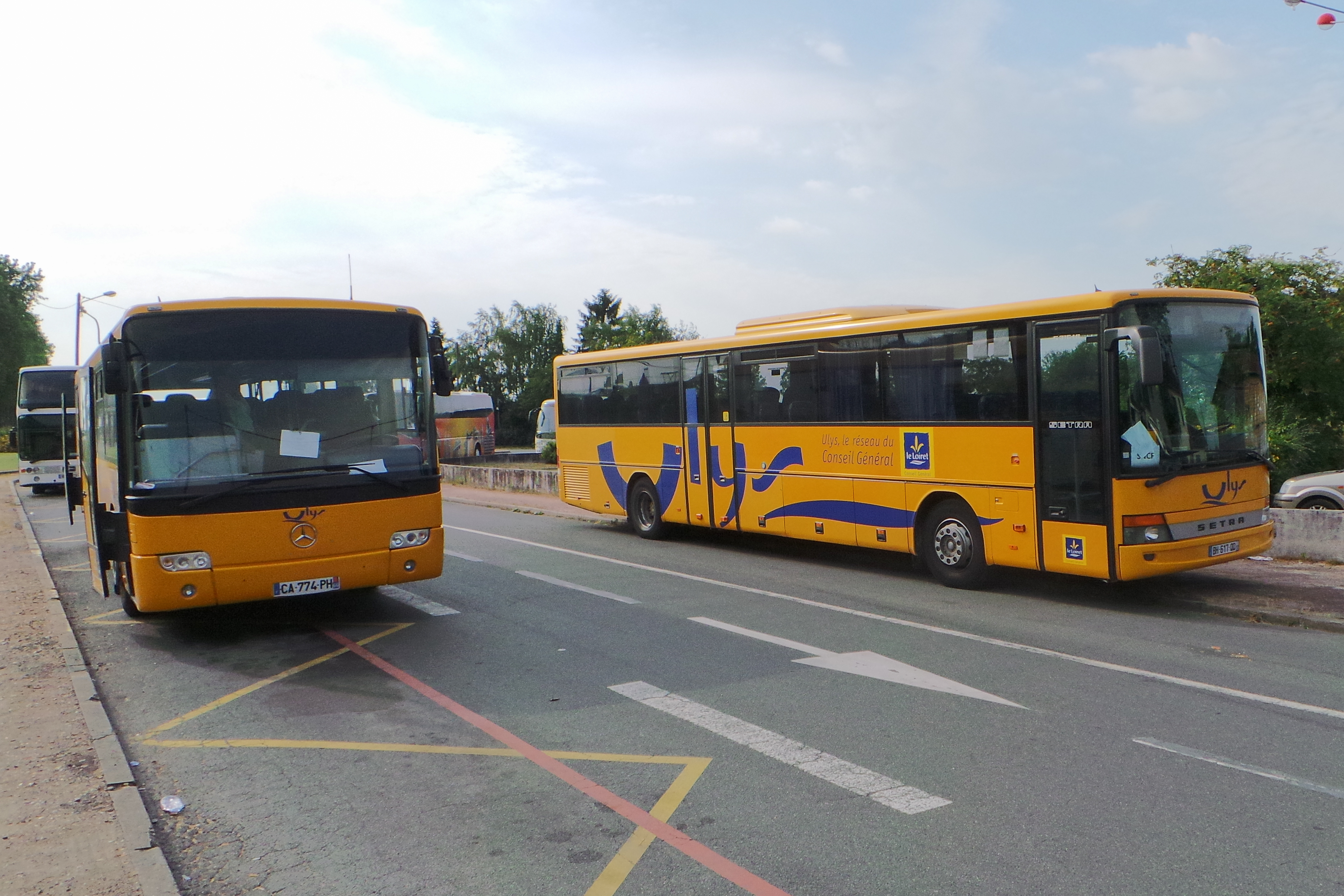
Autocars Ulys du groupe Fraizy devant la gare de Marolles-en-Hurepoix assurant des trajets vers Corbeil-Essonnes à la suite de l'accident ferroviaire de Brétigny-sur-Orge.

Les lignes étaient exploitées par quatre entreprises : Autocars Darbier (membre du groupement de transporteurs indépendants « Réunir »), Cars Dunois, les Rapides du Val de Loire (devenu Transdev Loiret ; groupe éponyme) ainsi que les Cars Fraizy.

### Tarification
Le 4 septembre 2006, une tarification unique est instaurée, fixant le prix du ticket à 2 €.
En 2017, le coût d'un ticket est de 2,40 €, la carte de 10 trajet de 21 €, l'abonnement mensuel de 59 € ainsi que l'abonnement annuel coûtant 560 €.
Le transport scolaire a été assuré gratuitement, mais est devenu payant à la rentrée scolaire 2012-2013. En 2014, le transport est assuré pour 132 € par an pour un écolier ou collégien et 212 € par an pour un lycéen.

### Réseau
Le réseau Ulys est constitué de 34 lignes d'autocars réparties sur le territoire du Loiret. Certaines lignes franchissent les limites du département, c'est le cas des lignes 1A (Orgères-en-Beauce), 1B (Guillonville), 1D (Ouzouer-le-Marché)  et 25 (Étampes)
Les lignes du réseau Ulys pour l'année 2016-2017 :
| Lignes | Dessertes                                                                                 |
| ------ | ----------------------------------------------------------------------------------------- |
| 1A     | Orgères-en-Beauce ↔ Rouvray-Sainte-Croix ↔ Orléans                                        |
| 1B     | Villamblain ↔ Patay ↔ Orléans                                                             |
| 1C     | Tournoisis ↔ Rozières-en-Beauce                                                           |
| 1D     | Ouzouer-le-Marché ↔ Orléans                                                               |
| 2      | Gien ↔ Viglain                                                                            |
| 3      | Châtillon-sur-Loire ↔ Bonny-sur-Loire ↔ Briare ↔ Gien ↔ Châteauneuf-sur-Loire ↔ Orléans   |
| 4      | Courtenay ↔ Montargis                                                                     |
| 5      | Sennely ↔ La Ferté-Saint-Aubin ↔ Orléans                                                  |
| 6      | Montargis ↔ Bellegarde ↔ Orléans                                                          |
| 7A     | Sully-sur-Loire ↔ Tigy ↔ Jargeau ↔ Orléans                                                |
| 7B     | Pierrefitte-ès-Bois ↔ Gien ↔ Sully-sur-Loire                                              |
| 8      | Saint-Laurent-Nouan ↔ Lailly-en-Val ↔ Cléry-Saint-André ↔ Orléans                         |
| 9      | Cravant ↔ Beaugency ↔ Meung-sur-Loire ↔ Saint-Ay ↔ Chaingy ↔ Orléans                      |
| 10     | Dordives ↔ Ferrières-en-Gâtinais ↔ Montargis                                              |
| 11     | Pithiviers ↔ Montargis                                                                    |
| 12     | Dampierre-en-Burly ↔ Ouzouer-sur-Loire ↔ Sully-sur-Loire ↔ Lorris ↔ Montargis             |
| 13     | Montcorbon ↔ Château-Renard ↔ Montargis                                                   |
| 14     | Malesherbes ↔ Puiseaux ↔ Corbeilles ↔ Montargis                                           |
| 15     | Châtillon-Coligny ↔ Saint-Maurice-sur-Aveyron ↔ Montargis                                 |
| 16     | Ingrannes ↔ Sully-la-Chapelle ↔ Traînou ↔ Vennecy ↔ Orléans                               |
| 17     | Beaune-la-Rolande ↔ Orléans                                                               |
| 18     | Bellegarde ↔ Lorris ↔ Gien                                                                |
| 19     | Cravant ↔ Beaugency ↔ Lailly-en-Val ↔ Ligny-le-Ribault ↔ Jouy-le-Potier ↔ Ardon ↔ Orléans |
| 20     | Pithiviers ↔ Chilleurs-aux-Bois ↔ Neuville-aux-Bois ↔ Saint-Lyé-la-Forêt ↔ Orléans        |
| 21     | Bazoches-les-Gallerandes ↔ Aschères-le-Marché ↔ Artenay ↔ Orléans                         |
| 22     | Malesherbes ↔ Pithiviers                                                                  |
| 23     | Puiseaux ↔ Pithiviers                                                                     |
| 24     | Outarville ↔ Pithiviers                                                                   |
| 25     | Étampes ↔ Estouches ↔ Sermaises ↔ Pithiviers                                              |
| 97     | Desserte des établissements scolaires de l'agglomération pithivieraine                    |
| 98     | Desserte des établissements scolaires de l'agglomération montargoise                      |
| 99     | Desserte des établissements scolaires de l'agglomération orléanaise                       |

Les communes non desservies par une ligne régulière peuvent l'être « à la demande » grâce à un système de réservation et une flotte d'autobus d'une dizaine de places.